# Alien Ant Farm
Alien Ant Farm es un grupo de metal alternativo estadounidense formado en 1996 en la ciudad del sur de California, Riverside. Su nombre viene de una idea que el antiguo miembro Terry Corso tenía sobre los aliens y la Tierra—"Estaba soñando despierto en mi aburrido escritorio del trabajo con mis pies encima, y me dije a mí mismo, '¿No sería genial que la especie humana fuera puesta en la Tierra y cultivada por la inteligencia alien?' Quizá los aliens nos añadieron a un ambiente que era adecuado para nosotros, y ellos han estado observándonos como nos desarrollabamos y colonizabamos, en cierto modo igual que lo que hace un niño con una granja de hormigas". La banda es conocida por su cover de Michael Jackson, Smooth Criminal.

## Historia

### Inicios yANThology(1996-2003)
A finales de la década de los 90, la banda lanzó su álbum debut underground, titulado greatest hit'. Éste ganó el premio al Mejor Álbum Independiente en los L.A. Music Awards. En 2000, después de fraguar una amistad con la banda de rock alternativo Papa Roach, Alien Ant Farm firmó con DreamWorks SKG para su primer álbum de estudio, ANThology. La canción ¨Wish¨ fue incluida en el juego Tony Hawk's Pro Skater 3.
En 2001, su versión de la canción de Michael Jackson, "Smooth Criminal", fue un sencillo número 1 en Australia y Nueva Zelanda, un sencillo número 3 en el Reino Unido, y número 1 en la lista de éxitos de rock alternativo de Estados Unidos. En el video musical aparecen numerosos homenajes a Michael Jackson y sus videos. La canción apareció en la banda sonora de la primera temporada de WWE Tough Enough y en la película American Pie 2. Su siguiente sencillo "Movies" fue un éxito Top 5 en el Reino Unido y un éxito Top 20 en Nueva Zelanda. La banda comenzó una gira para promocionar estos dos sencillos y sus álbumes, que más tarde serían platino.
En la primavera de 2002, la banda contribuyó con "RIMA" a la primera banda sonora de Spider-Man. En mayo de 2002, la banda se vio involucrada en un accidente de bus mientras estaba de gira en España. El conductor, Christopher Holland de 26 años de edad, resultó muerto, y el cantante principal Dryden Mitchell sufrió una fractura en la vértebra C2. 
Alien Ant Farm pronto volvió al estudio para trabajar en su siguiente álbum, truANT, que fue lanzado en 2003 y producido por Robert y Dean DeLeo de Stone Temple Pilots. El video para "These Days", el primer sencillo del álbum, fue filmado en la parte superior de un edificio cercano durante la Alfombra Roja de los Premios BET de 2003. "Glow" fue un éxito de radio para el público mayoritario, consiguiendo estar durante largo tiempo en el Top 943 de Nueva Zelanda. No obstante, dos meses después de que fuera lanzado este álbum su sello discográfico cerro sus puertas.

### Discográfica nueva y posible disolución - 3rd Draft (2003-2005)
En octubre de 2003, el guitarrista Terry Corso se fue de la banda citando "diferencias irreconciliables". Poco después, se unió a Powerman 5000 durante un tiempo. Joe Hill fue nombrado el nuevo guitarrista en 2005 (antiguamente tocaba en Spiderworks). En 2004, la banda grabó la canción "Dark in Here" para el videojuego Punisher, pero desafortunadamente la banda tuvo que esperar que Geffen les permitiera grabar otro álbum (después de que Universal Music comprara DreamWorks y asignara la banda a su sello Geffen Records). 
En 2005, la banda grabó con el productor Jim Wirt (que había grabado su debut independiente) y planeó lanzar el álbum durante ese verano. Sin embargo, por alguna razón, Geffen decidió no sacar el álbum y también negó a la banda los derechos para publicarlo por ellos mismos. La banda se puso en marcha e hizo copias piratas del material del álbum disponibles para todos sus fanes. Este álbum no oficial fue apodado 3rd Draft por los fanes.

### Up in the Attic(2005–2007)
A finales de 2005, Geffen finalmente aceptó dejar que la banda lanzase el álbum en otro sello de Universal, Universal Music Enterprises (su división catálogo). El 4 de mayo de 2006, comenzó a aparecer información en sitios web de compra de música y el calendario de lanzamiento de un siguiente álbum de la banda. La banda también dio información sobre un DVD ese mismo día. El 30 de mayo de 2006 el nuevo álbum, Up in the Attic, fue lanzado digitalmente en iTunes. El primer sencillo fue "Forgive and Forget", una pista añadida al 3rd Draft. 
En abril de 2006, el bajista Tye Zamora dejó la banda y decidió ir a la universidad. Fue reemplazado por Alex Barreto (antiguamente de las bandas hardcore Chain of Strength, Hardstance e Inside Out). El 29 de junio de 2006, la banda actuó en Attack of the Show! del canal G4, y el 18 de julio Up In The Attic fue lanzado en todo el mundo, junto con BUSted: The Definitive DVD. En el DVD se incluyeron los videos musicales de "Forgive and Forget", "Around the Block", y "She's Only Evil". Notablemente, en los tres videos sólo aparecen Dryden Mitchell y Mike Cosgrove.
Desde el lanzamiento de julio de Up in the Attic, considerado un fracaso comparado con los éxitos anteriores de la banda, poco más ha pasado. Su sitio web permaneció desactualizado desde noviembre de 2006 hasta abril de 2007. La actualización fue para promocionar el sitio web de los fanes de Alien Ant Farm. La banda lanzó el segundo sencillo de Up in the Attic en 2007.

### Reconciliación (2007–2010)
El 11 de febrero de 2008 la banda anunció a través de su página web la reincorporación de Terry Corso y Tye Zamora, se dejó entrever la posibilidad de un nuevo álbum y gira.
El 29 de mayo de 2009, el sitio web oficial A.A.F. anunció un show para el 17 de junio de 2009 en Kansas City, MO. También el 26 de mayo, lanzan el primer álbum en vivo de la banda, titulado Alien Ant Farm: Live In Germany. Fue lanzado en iTunes y ofrece la misma cobertura que su álbum 20th Century Masters.
El 9 de febrero de 2010, Alien Ant Farm publica en su sitio oficial que la formación original (Dryden Mitchell, Terry Corso, Tye Zamora y Mike Cosgrove) están juntos nuevamente, desde su última vez en 2003.

### Always & Forevery gira por Estados Unidos (2011–presente)
Promocionaron el Tour 2011 de la banda, que se llevó a cabo a través de los EE. UU. de julio a octubre de 2011. También participaron en el "Michael Forever Tribute Concert" que tuvo lugar el 8 de octubre de 2011 en Cardiff, Gales. Alien Ant Farm comenzó a escribir nuevo material y en julio de 2012 comenzó a grabar su quinto disco, Always and Forever, en Groovemaster Studios en Chicago en julio de 2012. En marzo de 2013 se estableció un crowdfund, utilizando PledgeMusic, para financiar el lanzamiento del álbum. El primer sencillo de Always and Forever, "Let 'Em Know", fue lanzado en mayo de 2013. También en el verano de 2013, Alien Ant Farm participó en "The Big Night Out tour" , como teloneros de Hoobastank y Fuel.
El miembro fundador y bajista Tye Zamora dejó Alien Ant Farm en marzo de 2014 y fue reemplazado por Tim Peugh. Al mismo tiempo, Michael Anaya se unió como miembro de gira de la banda, proporcionando coros, percusión y teclados. Otro sencillo, Homage, fue lanzado en septiembre de 2014, seguido de, un mes más tarde por el E.P. Phone Home. El álbum Always and Forever fue lanzado el 24 de febrero de 2015.
El 31 de marzo de 2016, Alien Ant Farm anunció en su página oficial de Facebook que están escribiendo material para un nuevo álbum.
El 17 de mayo, el año 2016 El grupo anunció que se van a tomar parte en el Make America Rock Again Festival durante todo el verano y el otoño de 2016. La gira contará con otros artistas que tuvieron éxito a lo largo de los años 2000 que incluyen Trapt, Saliva, Saving Abel, Crazy Town, 12 Stones, Tantric, Drowning Pool, Puddle Of Mudd, P.O.D. y Fuel.

## Miembros de la banda

### Actuales
- Dryden Mitchell - primera voz, segundas voces, guitarra rítmica, guitarra acústica (1996-presente).
- Tim Peugh - bajo, guitarra, coros (2014–presente)
- Terry Corso - guitarra primera y rítmica, guitarra slide, segundas voces (1996-2003/2010-presente).
- Mike Cosgrove - batería, percusión (1996-presente).

### Anteriores
- Joe Hill - guitarra primera y rítmica, segundas voces (2005-2009)
- Alex Barreto - bajo, segundas voces (2006-2009)
- Tye Zamora - bajo, teclados, piano, percusión, kalimba, segundas voces (1996-2006/2010-2014)
- Kieran Blake – guitarra, voces (1996–2006, 2008–2014)

### Músicos de gira
- Victor Camacho - guitarra (2003)
- Michael Anaya - guitarra, teclados, percusión, coros (2014)

## Discografía

### Álbumes
| Fecha de publicación  | Título             | Pico en el U.S. Billboard | Certificación en EE.UU. |
| 1999                  | Greatest Hits      |                           |                         |
| 6 de marzo de 2001    | ANThology          | #11                       | Platino                 |
| 9 de agosto de 2003   | truANT             | #42                       |                         |
| Nunca publicado       | 3rd Draft          |                           |                         |
| 18 de julio de 2006   | Up in the Attic    | #114                      |                         |
| 24 de febrero de 2015 | Always and Forever |                           |                         |
| 26 de abril de 2024   | Mantras            |                           |                         |

### Sencillos
| Año  | Título             | Posición en la lista | Posición en la lista | Posición en la lista | Posición en la lista | Álbum           |
| Año  | Título             | US Hot 100           | US Modern Rock       | US Mainstream Rock   | UK Singles Chart     | Álbum           |
| 2001 | "Smooth Criminal"  | #23                  | #1 (4 semanas)       | #18                  | #3                   | ANThology       |
| 2002 | "Movies"           |                      | #38                  | #18                  | #5                   | ANThology       |
| 2002 | "Attitude"         |                      |                      |                      |                      | ANThology       |
| 2003 | "These Days"       |                      | #29                  | #38                  |                      | truANT          |
| 2003 | "Glow"             |                      |                      |                      |                      | truANT          |
| 2006 | "Forgive & Forget" |                      |                      |                      |                      | Up in the Attic |
| 2007 | "Around the Block" |                      |                      |                      |                      | Up in the Attic |

### Estilo musical e influencias
Inicialmente agrupados en el movimiento nu metal de finales de los años 90 y principios de 2000, el sonido de la banda también se traspasa a otros géneros como el rock alternativo, el metal alternativo, el punk rock, y el punk pop. Las influencias de la banda incluyen a la banda Primus.

## Vídeos
A.A.F. es conocido por su estrafalarios videos, como el homenaje a Michael Jackson en "Smooth Criminal", los homenajes a películas (Willy Wonka, Edward Scissorhands, The Karate Kid) en la principal versión de "Movies", y los electrodomésticos con vida propia en "Glow". También utilizaron los premios BET para su video musical de "These Days".